# Hirvijärvi (sjö i Finland, lat 60,58, long 26,75)
Hirvijärvi är en sjö i Finland. Den ligger i kommunen Lovisa i landskapet Nyland, i den södra delen av landet, 110 km öster om huvudstaden Helsingfors. Hirvijärvi ligger 15 meter över havet. I omgivningarna runt Hirvijärvi växer i huvudsak blandskog. Arean är 30,4 hektar och strandlinjen är 2,54 kilometer lång. Sjön  ingår i Kymmene älvs huvudavrinningsområde. 